# Občina Zagorje ob Savi
Občina Zagorje ob Savi je ena od občin v Zasavju v Republiki Sloveniji. Na jugu meji na občino Litija, na zahodu na Moravče, na severozahodu na Lukovico, na severu na Kamnik in Vransko, na severovzhodu na Tabor, na vzhodu na Trbovlje, ter na jugovzhodu na Radeče.

## Naselja v občini
Blodnik, Borje pri Mlinšah, Borje, Borovak pri Podkumu, Brezje, Breznik, Briše, Dobrljevo, Dolenja vas, Dolgo Brdo pri Mlinšah, Družina, Čemšenik, Čolnišče, Golče, Gorenja vas, Hrastnik pri Trojanah, Izlake, Jablana, Jarše, Jelenk, Jelševica, Jesenovo, Kandrše, Kisovec, Kolk, Kolovrat, Konjšica, Kostrevnica, Kotredež, Log pri Mlinšah, Loke pri Zagorju, Mali Kum, Medija, Mlinše, Mošenik, Orehovica, Osredek, Padež, Podkraj pri Zagorju, Podkum, Podlipovica, Polšina, Potoška vas, Požarje, Prapreče, Ravenska vas, Ravne pri Mlinšah, Razbor pri Čemšeniku, Razpotje, Rodež, Rove, Rovišče, Rtiče, Ržiše, Selo pri Zagorju, Senožeti, Sopota, Šemnik, Šentgotard, Šentlambert, Šklendrovec, Tirna, Vidrga, Vine, Vrh pri Mlinšah, Vrh, Vrhe, Zabava, Zabreznik, Zagorje ob Savi, Zavine, Zgornji Prhovec, Znojile, Žvarulje
Občina je upravno razdeljena na 12 krajevnih skupnosti:
- Jože Marn, v središču Zagorja ob Savi,
- Rudnik - Toplice,
- Podkum,
- Ravenska vas,
- Franc Farčnik, širše območje mesta Zagorje,
- Kotredež,
- Čemšenik,
- Šentgotard,
- Izlake,
- Mlinše-Kolovrat,
- Kisovec-Loke,
- Šentlambert[3],
- Tirna.

## Zgodovinski razvoj občine
O občinah na slovenskem ozemlju lahko govorimo od leta 1849 dalje. Takrat je bil prvič sprejet Zakon o občinah. Je neposredni produkt revolucijskega leta 1848. Še pred tem je bila oblast zelo razdrobljena. Začelo se je z zemljiškimi gospostvi, nato so se izoblikovale dežele, katerim je poveljeval deželni knez. Ponekod so imeli oblast stanovi, ki pa so svojo moč počasi izgubili. Absolutni vladar je postal cesar, ki je bil vladar tudi našim slovenskim prednikom. V času francoske oblasti so bile Ilirske province razdeljene na komune. Vsaka komuna naj bi imela od 2000 do 2500 prebivalcev, v izrednih primerih lahko tudi manj. Cesar Franc Jožef je s cesarkim patentom 4. aprila 1849 izdal oktroirano marčno ustavo, v kateri so bile zapisane tudi pravice občin. Občine so tako postale temelj nove upravne ureditve. Občine so bile del okrajev, v temm primeru je bilo Zagorje del litijskega okraja. Na Kranjskem, kamor upravno spada tudi Zagorje, je bilo leta 1855 501 občina in skoraj pol milijona prebivalcev. Podrobneje je spadala pod okraj Litija, v katerem je bilo vsega skupaj 15 občin (od tega jih sedem oblikuje sedanjo površino občine Zagorje ob Savi). 1866 se je število občin na Kranjskem zmanjšalo na 348. Cel upravni okraj Litija je bil razdeljen na 17 sodnih okrajev.
Po koncu prve svetovne vojne, se stanje glede upravne razdelitve v Sloveniji ni bistveno spreminjalo. Ostalo je isto število občin, kot so bile tudi že v obdobju avstro-ogrske monarhije. Število občin je znašalo kar 1073. Zagorje je takrat spadalo pod politični okraj Litija, ki je bilo razdeljeno na 41 občin. Občina Zagorje je takrat štela 3.987 občanov. Leta 1931 je litijski okraj štel 40 občin. Občina je sicer imela ob štetju prebivalstva 31. marca 1931 4227 občanov. Po Zakonu o občinah iz leta 1933 je bila občina Zagorje pripadnica litijskega sreza. Občino so sestavljale štiri občine iz prejšnje zakonodaje (Zagorje, Ržišče, Kolovrat, Kotredež) in deli Trojan, Izlak ter vzhodni del Podlipovice. Po vsej Sloveniji se je število občin zmanjšalo, a je obratno sorazmerno seveda prišlo do povečanja v številu prebivalcev posamezne občine (po zakonu je morala imeti vsaka občina vsaj 3.000 prebivalcev, lahko pa jih je imela tudi manj, če so razmere tako zahtevale), kot po njihovi površini tistih občin, ki so po zakonu obveljale. Do manjših sprememb zakona je prišlo leta 1935 oz. 1936. Kar se tiče občine Zagorje, ni prepoznati vidnejših sprememb. Manjša sprememba je bila le »samostojnost« Dolenje vasi, ki je pred tem spadala pod naselje Toplice. Še vedno pa je spadala pod zagorsko občino. Do izbruha vojne na slovenskih tleh, se stanje glede Občine Zagorje ni več spreminjalo.
Nemški okupator je ob zasedbi slovenskega ozemlja izdal uradni list z imenom Verordnungs- und Amtsblatt des Chefs der Zivilverwaltung in der Untersteiermark. Z zakonom 20. junija 1941 pod imenom Verordnung über die gebietliche Gliederung der Untersteiermark in Land- und Stadtkreise (št. 25) je svoje območje razdelil na upravne enote. Zagorje ali Sagor (včasih tudi Edlingen), je bilo umeščeno v okraj Trbovlje (Trifail). Cel okraj je sestavljalo deset političnih in 11 katastrskih občin. Čez slaba dva meseca se je z zakonom Verordnung über Eingemeindungen in den Landkreisen der Untersteiermark vom 15. August 1941 (št. 38) rahlo spremenil obseg takratne občine. Dodan ji je bil večji del občine Trojane (razen Zaplanine in zahodni del katastrske občine Trojane) in celotno območje občine Mlinše. Te priključitve se je utemeljevalo z razlogom bolšje možnosti razvoja območji, ki jih je ta zakon doletel. Čez dober mesec dni se je stanje ponovno spremenilo. V veljavo je prišel zakon Verordnung über die gebietliche Gliederung der Untersteiermark vom 20. September 1941. Zagorje se tu že omenja kot Edlingen in je bilo del trboveljskega okraja. Cel okraj je sicer zaobjemal deset občin. Med samo vojno se to območje upravno ni več spreminjalo.
8. septembra 1945 je bil v Uradnem listu Slovenskega narodnoosvobodilnega sveta in Narodne vlade Slovenije, št. 33, objavljen Zakon o upravni razdelitvi federalne Slovenije, ki je odpravil okupatorjevo medvojno upravna razdelitev. Slovenija je bila v tem zakonu razdeljena na pet okrožji, ta pa še dodatno na okraje. Občina Zagorje je prišla pod celjsko okrožje, okraj Trbovlje. V uradnem listu je bil trboveljski okraj razdeljen takole: 7. Trbovlje, ki obsegajo naslednje kraje: Bevško, Breg, Ceče, Cemšenik, Dobovec, Dol pri Hrastniku, Dole pri Litiji, Gabersko, Hrastnik, Izlake, Kisovec-Loke, Klek, Kolovrat, Kotredež, Krnice-Kovk, Loka, Marno, Mlinše, Polšnik, Prapretno, Radeče, Razbor, Rimske Toplice, Sv. Jedert, Sv. Jurij pod Kumom, Sv. Urh, Št. Gotard, Št. Lambert, Trbovlje, Turje, Zagorje, Zidani most. Zakon o delni spremembi Zakona o upravni razdelitvi federalne Slovenije, ki je bil izdan marca 1946, občino Zagorje ob Savi ni prizadelo, prav tako ne trbovljskega okraja. Aprila istega leta je bil sprejet zakon o spremembah in dopolnitvah zakona o upravni razdelitvi Ljudske republike Slovenije. Samemu kraju so po zakonu pripadale tri katastrske občine (Zagorje, Kotredež in Potoška vas), v teh pa je bilo 11 naselji. V zakonu o spremembah in dopolnitvah zakona o upravni razdelitvi Ljudske republike Slovenije iz septembra 1946 so bile Zagorju ponovno dodeljene tri katastrske občine, le da so Loke zamenjale Kotredež, ki je postalo samostojen kraj. Zagorju je tako po novem pripadalo šest naselji. Več sprememb se je zgodilo leta 1952 in sicer z Zakonom o razdelitvi Ljudske republike Slovenije na mesta, okraje in občine. Ta je bil objavljen v Uradnem listu Ljudske republike Slovenije 19. aprila 1952 pod številko 11. Kot že samo ime zakona pove, so bile na novo ustanovljene občine. Zagorju ob Savi je bil dodeljen status mestne občine. V okraju Trbovlje je bilo vseh občin takrat 13, od tega so si občine Trbovlje, Radeče in Hrastnik prav tako lastile naziv mestne občine. Od teh 13-ih občin v današnji obseg občine Zagorje ob Savi spada sedem občin, od tega ena le delno. 1955 je bil izdan Zakon o območjih okrajev in občin v Ljudski republiki Sloveniji, ki je bil 30. junija 1955 objavljen v Uradnem listu Ljudske republike Slovenije, št. 24. Slovenija je bila razdeljena na 11 okrajev in 130 občin. Občini Zagorje je bilo (vsaj delno) dodeljeno ozemlje sedmih prejšnjih občin. Tudi sam okraj Trbovlje se je povečal po obsegu, a zmanjšal po številu občin, iz 13 na osem. Po novem je segal vse do meje s Hrvaško in vključeval celotno Posavje. Občina Zagorje ob Savi je zaobjemala samo mesto Zagorje, poleg tega pa še 18 katastrskih občin, v teh pa je bilo 77 naselji, kar je le eden manj od današnjega števila naselji v občini. V naslednjih letih se je število okrajev in občin postopoma zmanjševalo. Tako se je število okrajev iz 11 zmanjšalo na osem. Med drugim je bil odstranjen tudi okraj Trbovlje. Tri občine ki se sestavljajo današnjo statistično regijo Zasavje, torej Hrastnik, Trbovlje in Zagorje ob Savi, so bile priključene ljubljanskemu okraju. Leta 1964 se je število okrajev ponovno zmanjšalo, tokrat na le štiri (Maribor, Koper, Ljubljana, Celje). Zagorje je ostalo v ljubljanskem. To je določal Zakona o območjih okrajev in občin v Socialistični republiki Sloveniji. Ustava iz leta 1974 je kot enega izmed temeljev samoupravljanja določala krajevne skupnosti. Sicer je bil status teh določen že v prejšnji ustavi. Občani so imeli pravico do kreiranja krajevne skupnosti, če so videli potrebo po tej. V občini Zagorje se je izoblikovalo 12 krajevnih skupnosti (Čemšenik, Izlake, Kotredež, Loke - Kisovec, Mlinše - Kolovrat, Podkum, Ravenska vas, Rudnik - Toplice, Selo, Senožeti - Tirna, Šentgotard, Zagorje - Center). Danes je krajevnih skupnosti v občini Zagorje 13 (Jože Marn, Rudnik - Toplice, Franc Farčnik, Čemšenik, Izlake, Kisovec - Loke, Kotredež, Mlinše - Kolovrat, Podkum, Ravenska vas, Šentlambert, Tirna, Šentgotard). Do osamosvojitve je prišlo do manjših sprememb le na območju mariborske občine. Tako je bilo v zadnjih letih skupne države v Sloveniji 62 občin.
Občina Zagorje ob Savi se je po reformi o lokalni samoupravi 3. oktobra 1994 izoblikovala iz komune Zagorje ob Savi. Iz te komune se je v občino izoblikovala brez teritorialnih sprememb. Ob preoblikovanju je štela 17.013 prebivalcev in 72 naselji. Občina je sedaj velika 147,1 km2, kar jo uvršča med srednje velike občine. Predlagalo se je več vrst ustanavljanja občin. Prvo je bil predlog občin z minimalnim številom občanov 5000. Občin bi bilo po tem sklepu 163. Druga različica je predvidevala občine z minimalno 3000 občani, kar bi vsega skupaj naneslo 239 občin. Na koncu so se izvedli referendumi na 340 referendumskih območjih. Treba je še omeniti, da je bila občina Zagorje ob Savi vključena v vsakega izmed treh predlaganih modelov števila občin po osamosvojitvi in da zanjo torej nebi bilo korenitih sprememb. Vlada je nato predlagala ustanovitev 147 občin, od tega 10 mestnih. Državni zbor je nato z Zakonom o ustanovitvi občin ter o določitvi njihovih območji z dne 3. 10. 1994 sprejel ustanovitev 147 občin, od tega 11 mestnih. Tudi Zagorje je spadalo v eno izmed 147. Temu zakonu so večinoma nasprotovale krajevne skupnosti, ki so menile, da si njihova krajevna skupnost zasluži status občine. Po Zakonu o postopku za ustanovitev občin ter za določitev njihovih območji iz leta 1998 je v Sloveniji na novo nastalo 45 občin, kar je skupno število občin povečalo na 192. Občina Zagorje tem spremembam ni podlega in ostala v celoti takšna, kot je bila do tedaj. Zanimivo, da v celotni statistični regiji Zasavje ni prišlo do razdelitve občin. Vse štiri so površinsko ostale v prvotnem stanju, ki jim je bil določen leta 1994. Znotraj same občine so nastala nova naselja oz. se preimenovala. Med prve spadajo naselja Vidrga (prej Kandrše), Sopota (Podkum), Kal (Jablana), Špital (bivši deli naselji Mošenik in Požarje). Naselje Prhovec se je preimenovalo v Zgornji Prhovec. Poleg tega, so se teritorialno preoblikovala še nekatera naselja znotraj občine. Tako sta se leta 1990 dela naselja Podlipovica priključila naseljema Orehovica in Šemnik, del naselja Razpotje je bil dodeljen naselju Podlipovica, del naselja Ravne pri Mlinšah pa naselju Šemnik. Leta 1991 je bil del naselja Šemnik dodeljen naselju Podlipovica, leta 1999 je bil del naselja Rodež dodeljen naselju Šklendrovec, leta 2001 del naselja Požarje naselju Kal in leta 2002 del naselja Požarje naselju Čolnišče. Zaradi teh sprememb je prbl. 75 oseb moralo spremeniti naslov. Po novem šifrskem sistemu (1. 1. 1995) je bila občini Zagorje ob Savi dodeljena šifra 142. Pred tem je bila komuna Zagorje ob Savi znana po šifro 5561.

## Grb občine
Grb občine ima obliko ščita, ki izvira iz družine Gallenberg iz 13. stoletja. Najožje, črno polje simbolizira rudarjenje, modra barva simbolizira nebo in vodo, zelena pa simbolizira svežino, kmetijstvo in turizem.